# Бормотов, Александр Тимофеевич
Александр Тимофеевич Бормотов (6 апреля 1926, Потлово, Смоленская губерния, СССР — 1 января 2001, Киев, Украина) — советский фотограф, фотокорреспондент РАТАУ — ТАСС, член Союза журналистов Украины и СССР.

## Биография
Родился в 1926 году в деревне Потлово Сычёвского района Смоленской области, уничтоженной немцами в 1941 г. Ребёнком, с 1933 по 1941 годы, проживал в Москве на Старом Арбате, с детства увлекался фотографией. В 1941 году был эвакуирован в Курганскую область, где в 1943 году окончил школу и был призван в армию. В 1945 году окончил 1-е Омское военно-пехотное училище и до 1953 года проходил службу в Германии, а потом, до 1958 года — в Киеве. Был демобилизован в звании капитана. Остался в Киеве, был принят на работу в ателье цветной фотографии на ул. Льва Толстого.
До 1967 года проживал с семьёй на Эспланадной улице, в бывшем доме терпимости, где 22 мая 1885 года скончался гражданский губернатор С. Н. Гудим-Левкович. В 1904 году, через дом по этой же улице жил писатель Михаил Булгаков.
В 1970—1980-е годы был ведущим фоторепортёром в Киеве и Украине, фотокорреспондентом Радиотелеграфного агентства Украины (РАТАУ). Благодаря Бормотову осталось много уникальных фотоснимков из жизни столицы Украины 1950—1990 годов. В середине 1970-х его работы были опубликованы в фотоальбоме «Мир-Война-Мир» (1974) Фотокиноиздательства Лейпцига, в ежемесячном иллюстрированном журнале Союза журналистов СССР «Советское фото», советской и зарубежной прессе 60-х-80-х гг.
А. Бормотов — автор портрета Дмитрия Шостаковича в Киевском оперном театре на репетиции оперы «Екатерина Измайлова», снимков английской принцессы Анны в 1970-х в Киеве на Чемпионате по конному спорту, Сальвадора Альенде, за полгода до своей гибели приезжавшего в Киев, когда тот, неожиданно нарушив Протокол, остановил кортеж и посетил один из киевских гастрономов, Индиры Ганди, Иосипа Броза Тито, Ричарда Никсона, короля и королевы Швеции, посетивиших Киев тех лет, многочисленных фотографий звёзд русской и украинской оперы и балета, эстрады, знаменитых спортсменов и артистов, находившихся в Киеве с визитом губернаторов США.
Умер в 2001 году, похоронен в Киеве.

## Награды
Бормотов награждён медалями «За боевые заслуги», «За победу над Германией в Великой Отечественной войне 1941—1945 гг.».

## Галерея

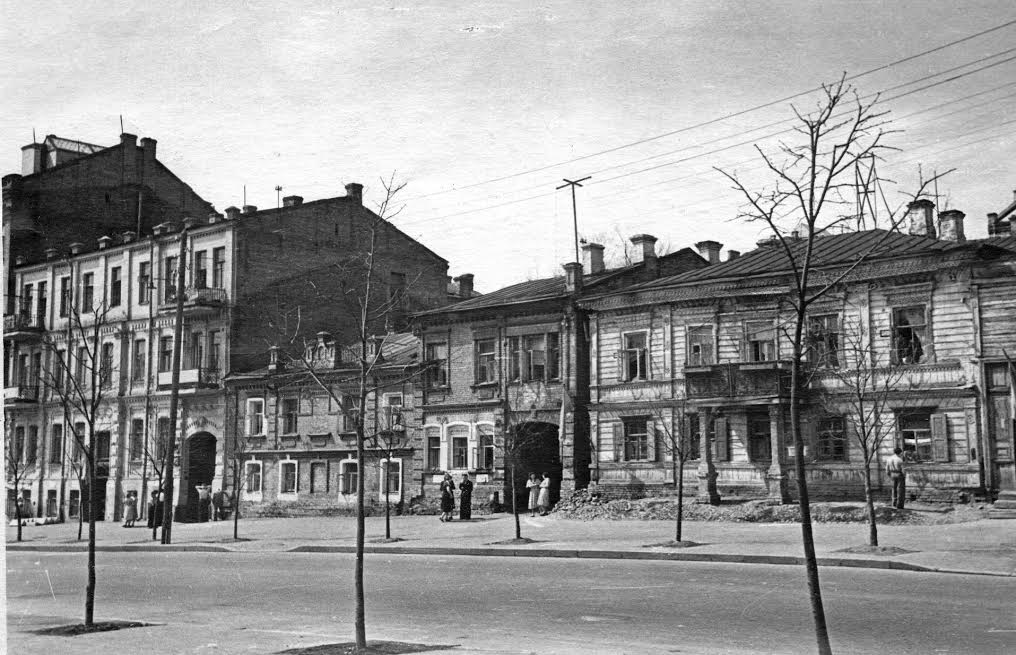
Дома 24, 26 и 28 по ул. Прозоровской (сейчас Эспланадной) в Киеве. 1 мая 1955 г.
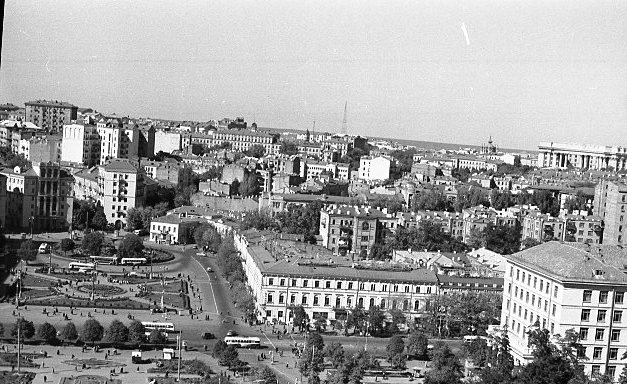
Так выглядел Майдан Незалежности в 1962 году. Киев, Украина.
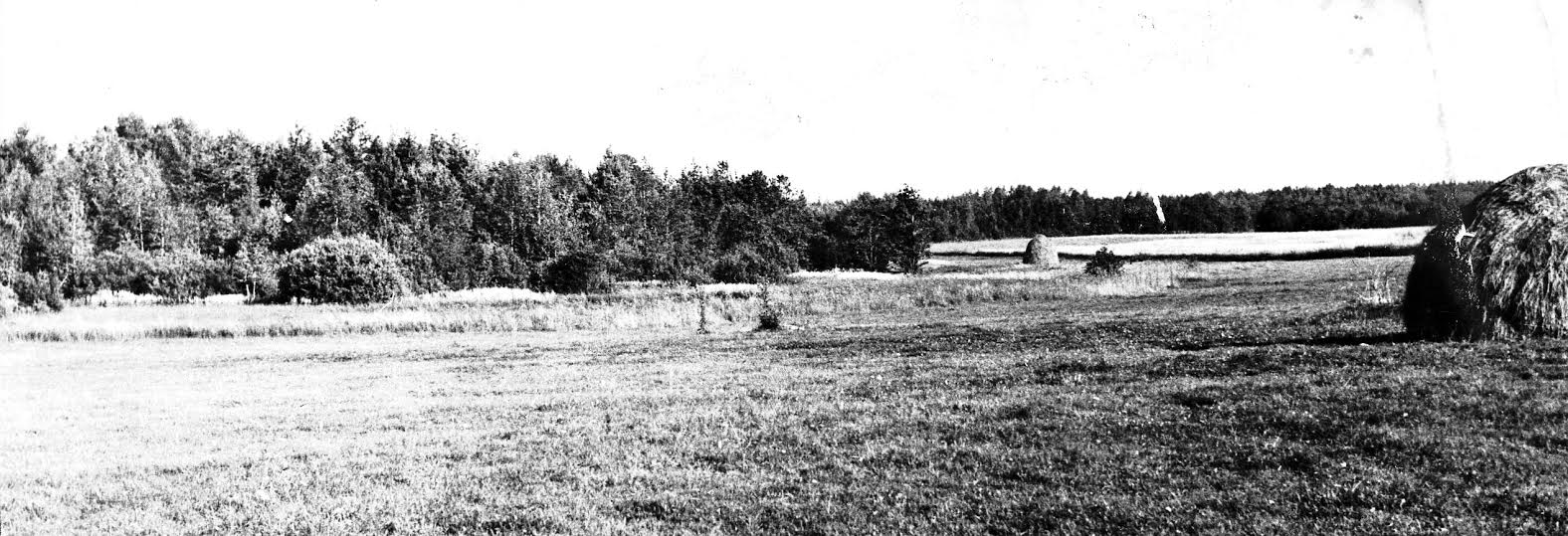
Уничтоженная немцами в 1941 г. деревня Потлово Сычёвского района Смоленской области, 1966 г.
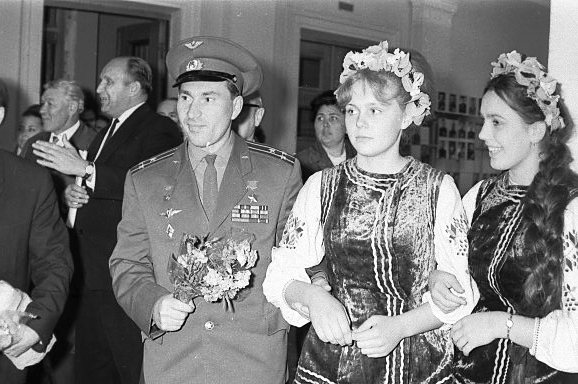
Космонавт П. И. Беляев в Киеве.
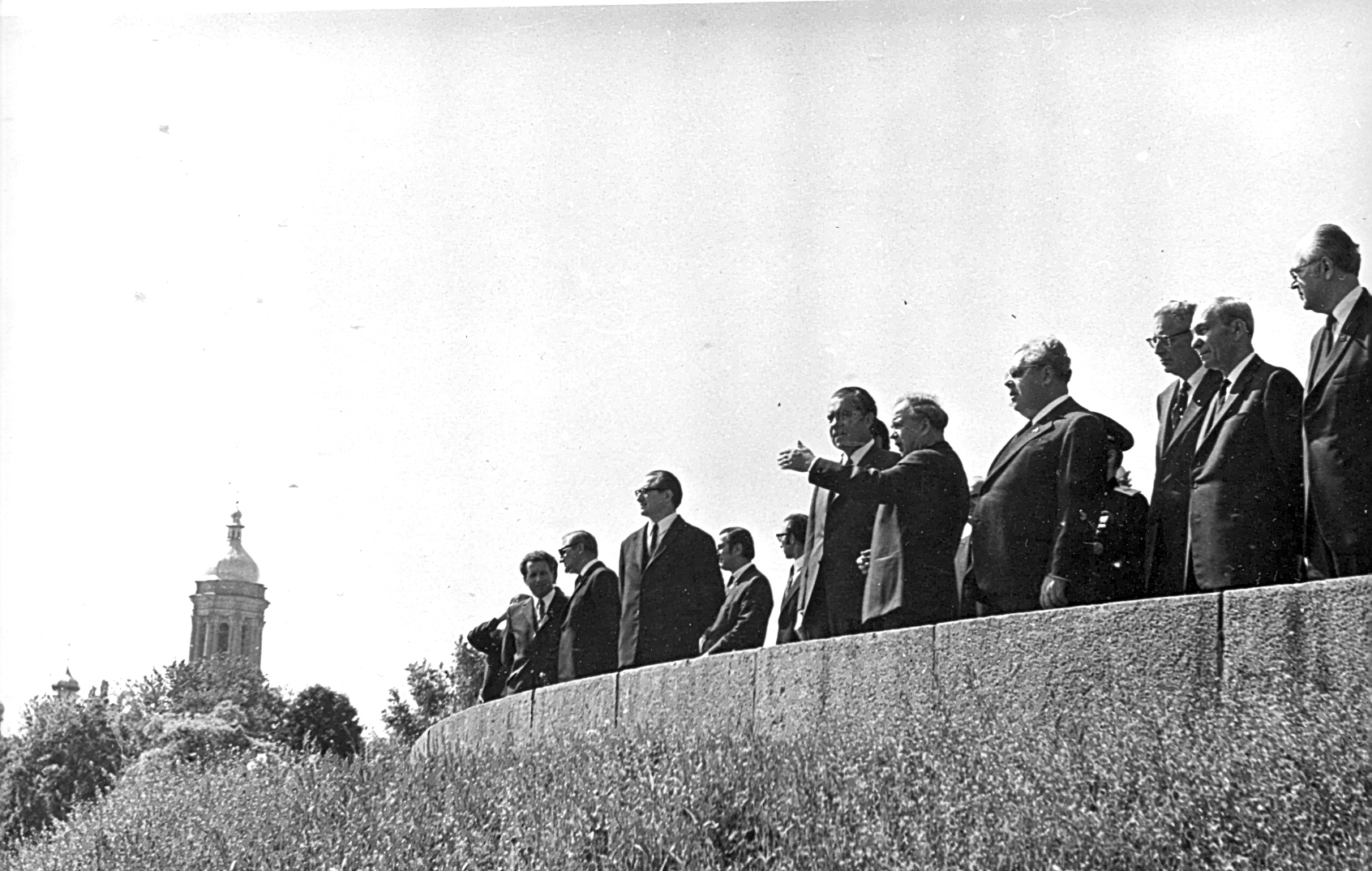
Президент США Ричард Никсон на самой высокой точке (200 м) Днепровских склонов в 1972 году.
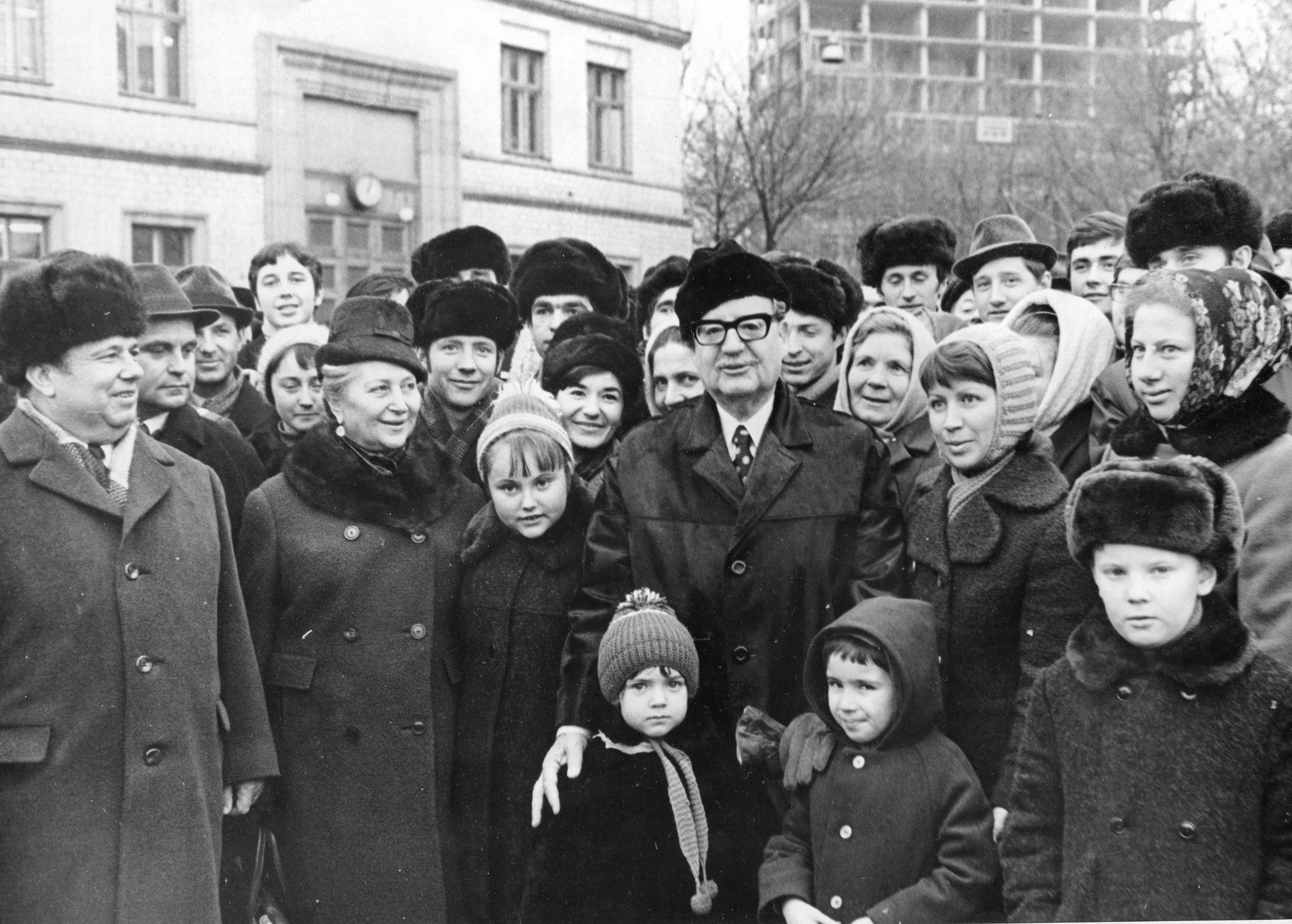
Сальвадор Альенде за полгода до своей гибели в нарушение протокола остановил кортеж на Площади Славы в Киеве, чтобы пообщаться с киевлянами.
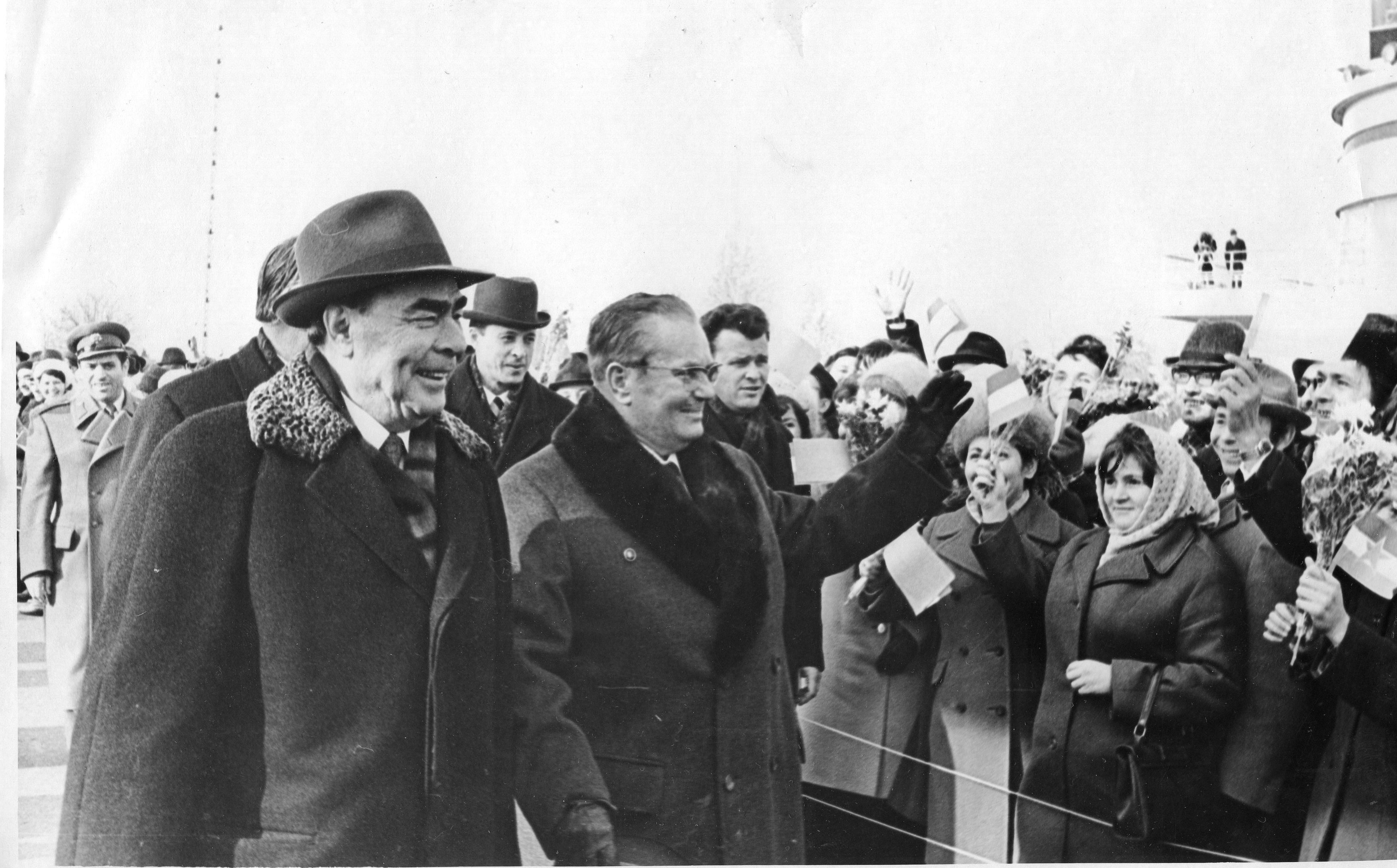
19 ноября 1973 года: Киев встречает Л. И. Брежнева и Иосипа Броза Тито.
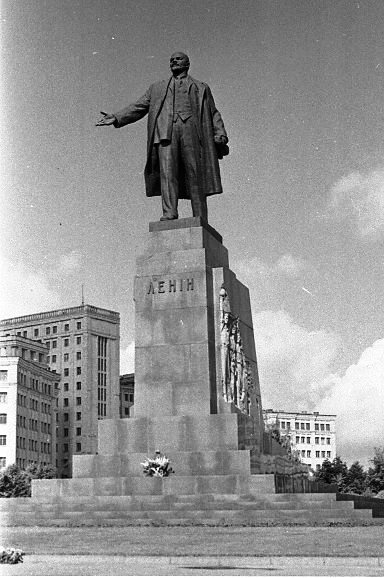
1973 год. Памятник Ленину на площади Дзержинского (сейчас Площадь Свободы) в Харькове.
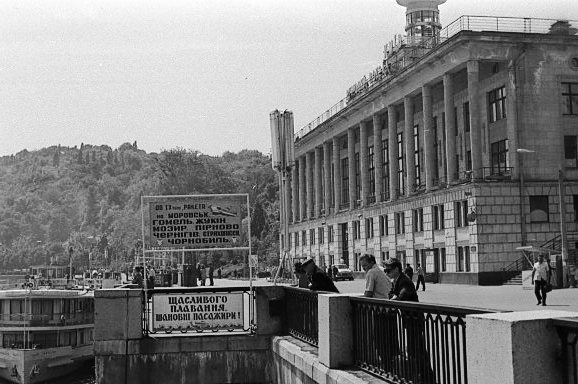
Киевский речной вокзал начала 70-х.
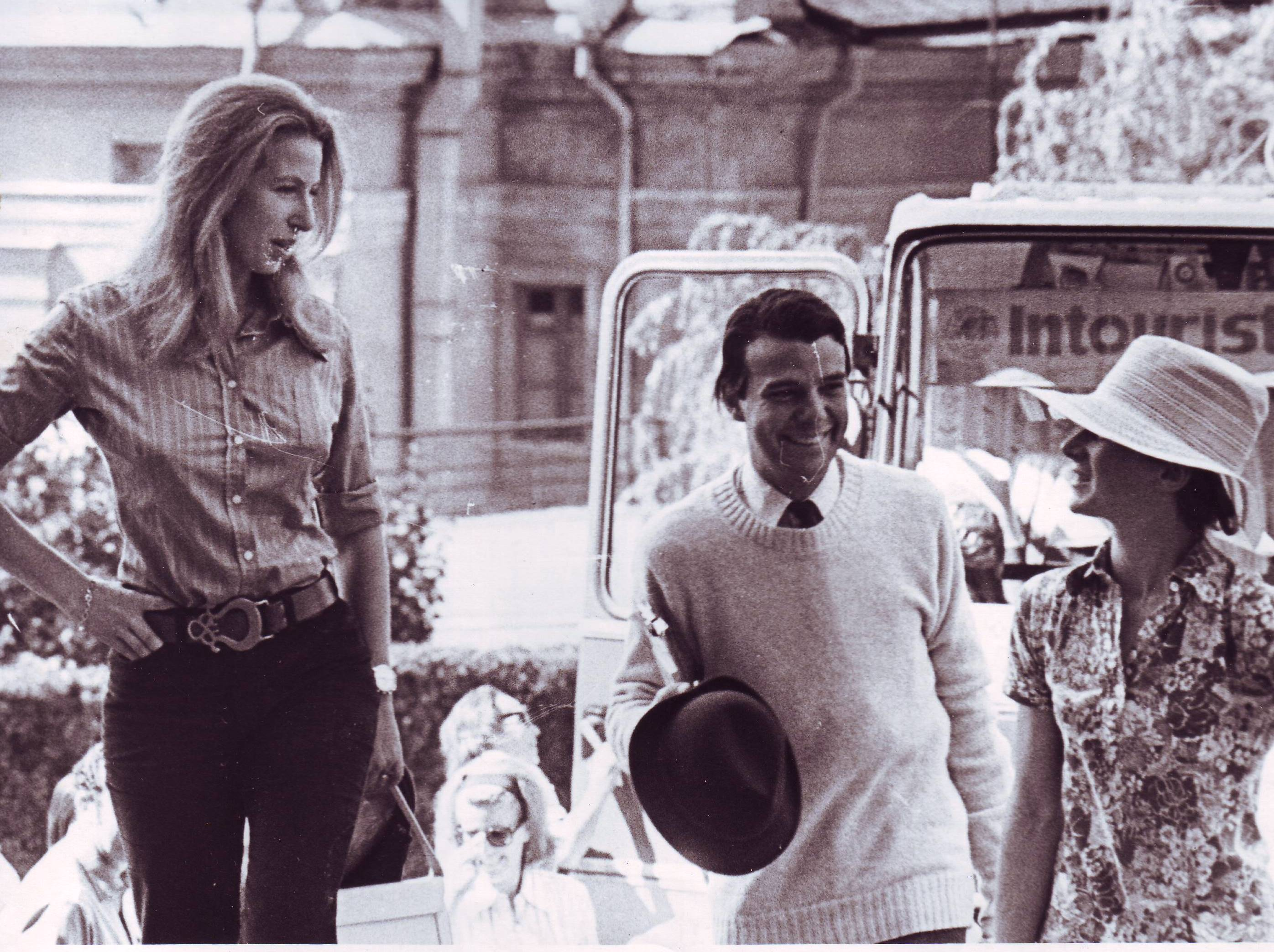
Анна (принцесса Великобритании) в Киеве возле гостиницы в середине 1970-х гг.
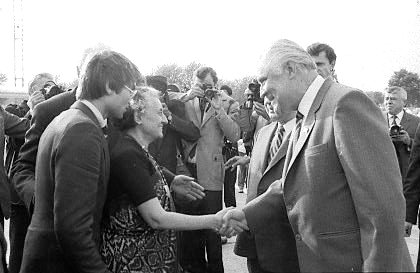
Секретарь ЦК КПУ В. В. Щербицкий встречает Индиру Ганди. Киев, 1982 год.